# Francesco di Pesello

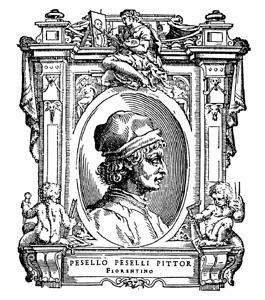
Illustrazione da Le vite di Giorgio Vasari

Francesco di Pesello (fl. 1390-1457) è stato un pittore italiano.

## Biografia
Giorgio Vasari nella sua opera Le vite de' più eccellenti pittori, scultori e architettori racconta che Pesello era un pittore italiano che fiorì dal 1390 circa e morì dopo il 1457. Suggerisce il nome completo dell'artista come Francesco di Pesello, ma sembra aver combinato elementi della vita di Giuliano Pesello (1367-1446) e di suo genero Stefano di Francesco (morto nel 1427).